# Al-Muharrak (wyspa)
Al-Muharrak (arab. ‏جزيرة المحرق‎, Jazīrat al-Muḥarraq) – wyspa w Zatoce Bahrajnu, trzecia pod względem wielkości wyspa Bahrajnu, położona ok. 3 km na północny wschód od wyspy Al-Bahrajn.
Powierzchnia Al-Muharrak wynosi 17 km². Największym miastem wyspy jest Al-Muharrak.
Al-Muharrak posiada połączenie drogowe z wyspą Al-Bahrajn przebiegające trzema groblami. Na wyspie znajduje się międzynarodowy port lotniczy Bahrajn.